# Moussa Sow
Moussa Sow, född 19 januari 1986, är en franskfödd senegalesisk före detta fotbollsspelare.

## Karriär
Sow vann skytteligan i Ligue 1 och blev fransk mästare säsongen 2010/2011. 
Den 5 september 2009 gjorde Sow landslagsdebut för Senegal i en match mot Angola. Han har även gjort landskamper med det franska U19 och U21-landslaget.